# Барвінський Олександр Григорович
Олександр Григорович Барвінський гербу Ястшембець (6 червня або 8 червня 1847, с. Шляхтинці, нині Тернопільський район — 25 грудня 1926, Львів) — український громадсько-політичний діяч Галичини, історик, педагог.
У 1891–1907 роках — посол до австрійського парламенту (Райхсрату). Заснував Християнсько-суспільну партію. У 1918 році був державним секретарем освіти й віровизнання в першому Державному секретаріаті (уряді) ЗУНР. Син Григорія Барвінського, брат Володимира, Івана, Іполита й Осипа, чоловік Євгенії, батько Богдана, Василя та Олександра Барвінських, Ольги Бачинської. Хрещений батько Ганни Крушельницької, оперної і концертної співачки, сестри Соломії Крушельницької.

## Життєпис
Олександр Барвінський народився в селі Шляхтинцях (Тернопільський округ, Королівство Галичини та Володимирії, Австрійська імперія, нині Тернопільський район, Тернопільська область, Україна) в родині священика УГКЦ о. Григорія Барвінського. Шляхетський рід Барвінських гербу Ястшембець, до якого належав батько Олександра, Григорій, згадується на Червоній Русі з початку XVI століття. Олександр вирізнявся своєю освіченістю й начитаністю, виховувався у сім'ї, де змалечку прищеплювали любов до усього українського.
У 1857–1865 роках навчався у Першій Тернопільській класичній гімназії з німецькою мовою навчання. У 1865 році вступив до Львівського університету на філософський факультет, де навчався до 1869-го. Вивчав історію та українську мову та літературу. Добре знав німецьку та декілька слов'янських мов. У студентські роки очолював львівський осередок «Громади», співпрацював з українськими періодичними виданнями «Правда», «Мета», «Русь», «Русалка». Був знайомий з Миколою Лисенком (саме завдяки Барвінському Лисенко написав свій «Заповіт», що стало початком його грандіозної музичної «шевченкіани»).

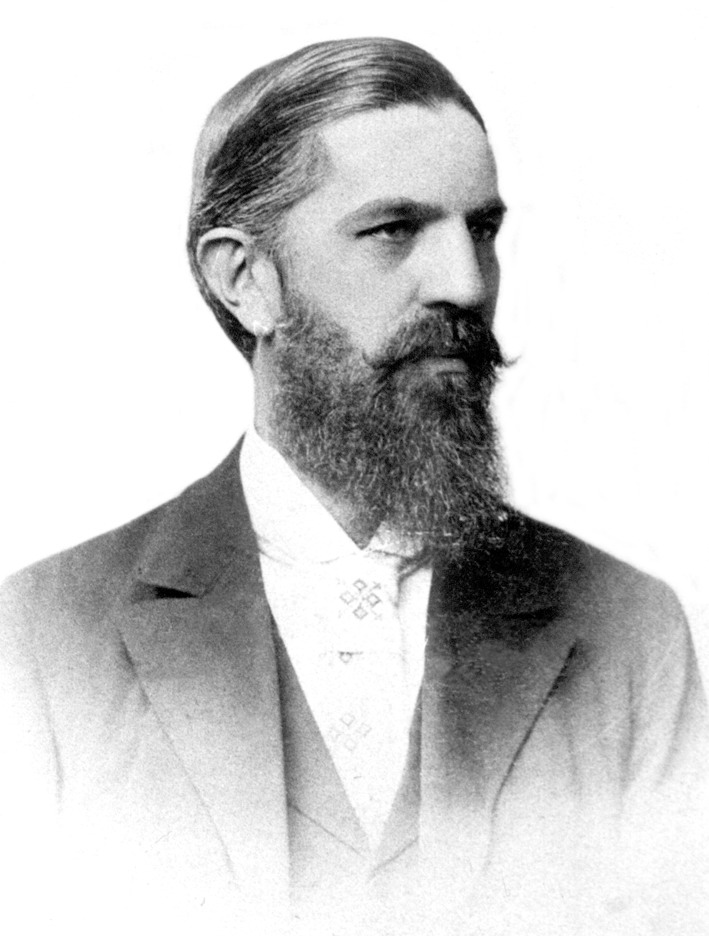
Олександр Барвінський, 1880-ті рр

З 1868 року Барвінський мав педагогічну діяльність: викладав у гімназіях Бережан (суплент, за даними Б. Мельничука, В. Ханаса, з 1869-го), Тернополя. Також від 1871 року — старший учитель Тернопільської чоловічої учительської семінарії. З 1888 року — професор державної учительської семінарії у Львові (відтоді замешкав у Львові). 1878 року склав докторат у Віденському університеті. В 1889—1918 роках — член Крайової шкільної ради, в 1891—1896 роках голова Українського Педагогічного Товариства, заступник голови товариства «Просвіта» (1889—1895).
Ще перебуваючи у Бережанах, концентрується на створенні українських підручників і видає «Виїмки з українсько-руської літератури», працює над впровадженням фонетичного правопису, у 1886 році розпочав видавати «Руську історичну бібліотеку» (вийшло 24 томи). Поряд з Олександром Кониським і Володимиром Антоновичем став одним з ініціаторів реорганізації Літературного Товариства ім. Т. Шевченка в Наукове Товариство ім. Т. Шевченка, в 1892—1897 роках — очолював товариство.
Барвінський брав активну участь у громадсько-політичному житті Галичини. Намагався досягнути порозуміння з австрійським урядом і польськими політичними колами, впроваджуючи в життя політику так званої «нової ери», яка, однак, зазнала невдачі (див. також Народовці). Зокрема, 24 листопада 1890 року разом з Омеляном Огоновським, Костем Левицьким, Костем Телішевським, Корнилом Мандичевським, митрополитом Сильвестром Сембратовичем брав участь у прес-конференції Казімєжа Бадені, на якій було підбито підсумки попередніх переговорів.
Депутат і маршалок Тернопільської повітової ради (1885-88 роки). У 1891—1907 роках входив до складу австрійського парламенту (з 1917 року — довічний член Ради Панів), в 1894−1904 роках — посол Галицького сейму:
- 6-го скликання: обраний від округу Броди (IV курія, входив до «Руського клубу», обраний після смерті попередника — москвофіла о. Івана Сірка)
- 7-го скликання: обраний від округу Броди, IV курія, входив до «Клубу руських послів соймових», обраний заступником голови «Клубу руських послів соймових»
- 8-го скликання: обраний від округу Броди, IV курія, входив до «Руського соймового клубу». Склав мандат 29 жовтня 1903 року; на перевиборах без підтримки крайової адміністрації, УНДП (на цьому наполіг родич — Евген Олесницький[15]) програв вибори кандидату-москвофілу о. Еффиновичу Теодозію (здобув 43 голоси із 208).[16]

1894 року створив у Львівському університеті кафедру української історії та запросив викладачем Михайла Грушевського. 1896 року став засновником Католицького Руського Народного Союзу, який 1911 року перетворився на Християнсько-Суспільну Партію.
1906 року став урядовим радником, у 1910 році — радником двору.
У 1918–1919 роках — делегат Української Національної Ради ЗУНР, очолював Державний Секретаріат освіти і віросповідань Західно-Української Народної Республіки в уряді Костя Левицького (з 9 листопада 1918 до 4 січня 1919 року). Після окупації польськими військами Галичини відійшов від політичної діяльності. Помер 25 грудня 1926 року у Львові.
Похований в одному гробівці з дружиною на Личаківському цвинтарі, на полі № 3.
У Барвінського в Тернополі й Шляхтинцях гостював письменник Пантелеймон Куліш (1869, 1872, 1879).

## Праці
О. Барвінський — автор і упорядник хрестоматій (читанок) з української літератури для гімназій та вчительських семінарій:
- «Вибір з українсько-руської літератури» (1901);
- «Вибір з української літератури»;
- «Історія української літератури» (1920), та інші.

Запровадив фонетичний правопис і термін «українсько-руський» у шкільних підручниках та пресі. Написав низку статей з проблем шкільної освіти, української історії, мовознавства, політичного життя.
Основні праці:
- Ілюстрована історія Руси: У 5 част. — Т., 1880—1884;
- Ілюстрована історія Руси від найдавніших до нинішніх часів. — 1890;
- Історія України-Руси. — 1904;
- Історія України-Руси [Архівовано 15 квітня 2020 у Wayback Machine.]. — Вінніпег: накладом «Української книгарні», 1920;
- Історія української літератури. Том 1; Том 2. — 1920, 1921;
- Коротка історія українського народу. — Українська дешева бібліотека, 1926, перевид. в Тернополі 1991;
- Спомини з мого життя. Ч. 1—2. — 1912, 1913 (всі — Л.).
- Спомини з мого життя / Упор. А. Шацька, О. Федорук ред. Л. Винар, І. Гирич — К.: Смолоскип, 2004
- Барвінський О. Г. Історичний огляд засновин Народного Дому у Львові: (на основі джерел написав Ол. Барвінський). — У Львові: З печатні В. А. Шийковського, 1908. — 66, 1 с., включ. обкл. [Архівовано 5 серпня 2020 у Wayback Machine.]
- Барвінський О. Спомини з мого життя: в 2 ч. Ч. 1-2 / Олександер Барвінський. — Львів: Накладом Я. Оренштайна в Коломиї, 1912. — 766 с. — (Загальна бібліотека). [Архівовано 5 серпня 2020 у Wayback Machine.]

Олександр Барвінський також публікувався під псевдонімами - Австрієць, А. Подолянин.

## Нагороди
Кавалер орденів Залізної корони ІІІ класу та Ювілейної медалі 50 - річчя правління Франца Йосифа для цивільних осіб і державних службовців.

## Вшанування
Іменем Олександра Барвінського названо:
- Чортківське педагогічне училище.
- Вулиці Барвінських.

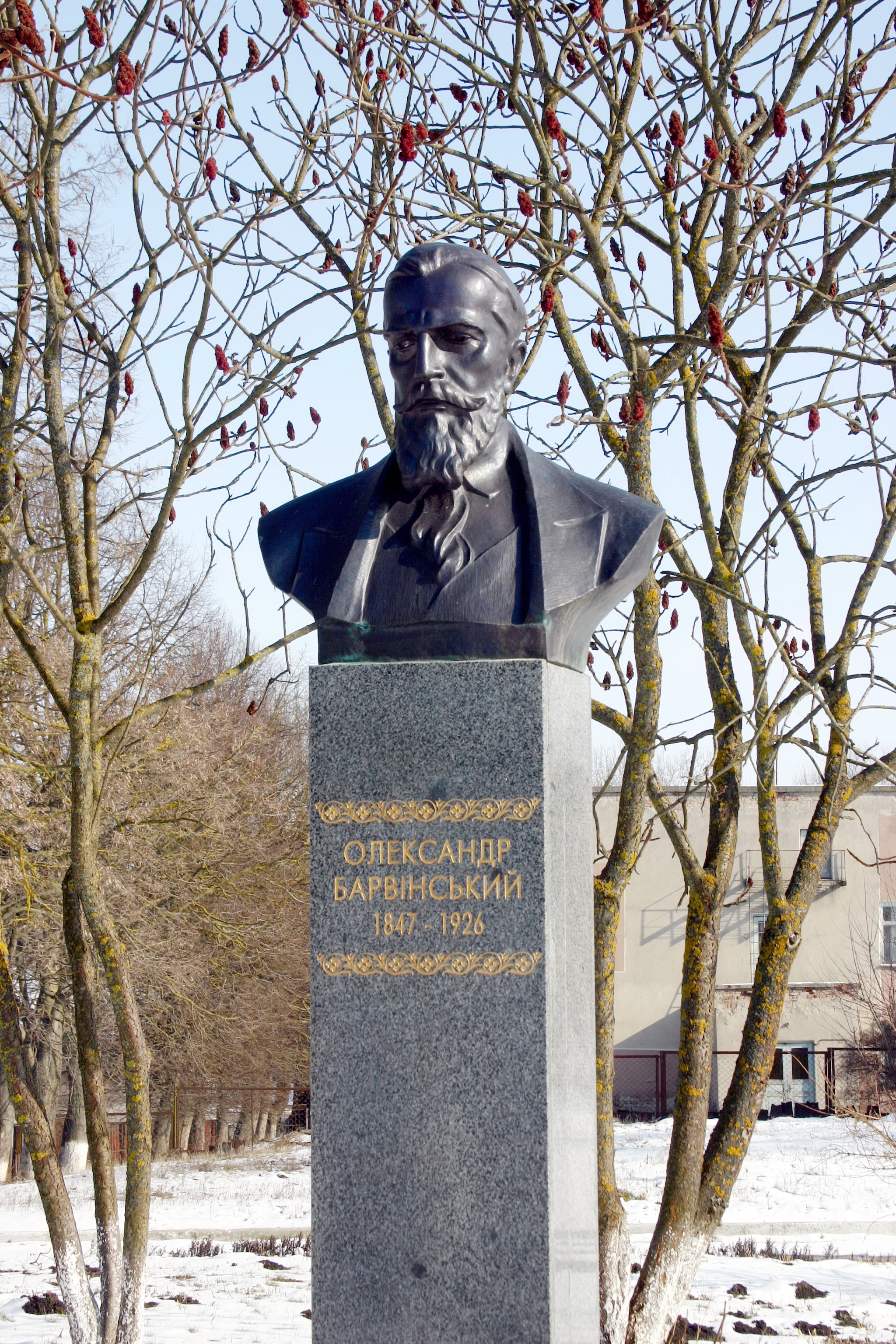
Пам'ятник О. Барвінському в Шляхтинцях

1997 в селі Шляхтинці на будинку школи встановлено пам'ятну таблицю на честь Барвінського, у приміщенні школи відкрито кімнату-музей родини Барвінських.
8 червня 2017 року на державному рівні в Україні відзначалася пам'ятна дата — 170 років з дня народження Олександра Барвінського (1847—1926), громадського діяча, педагога, історика.